# Tub Venturi

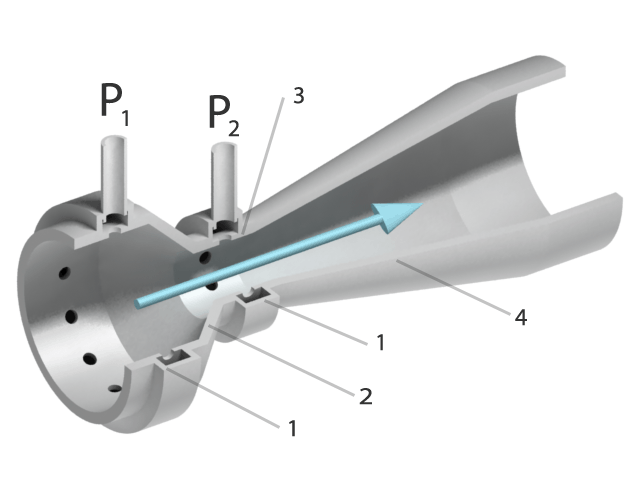
Tub Venturi; secció

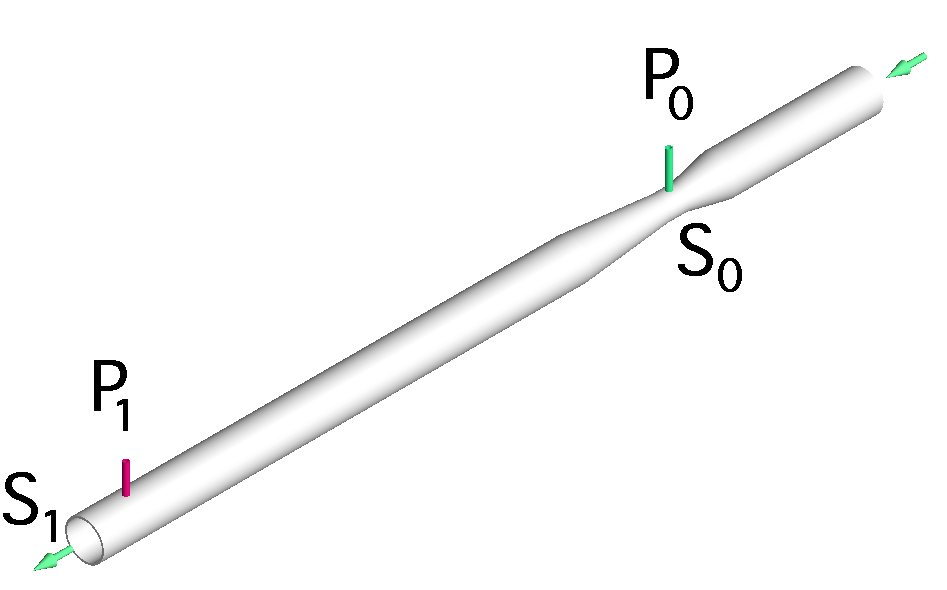
Tub Venturi; esquema del funcionament

El tub Venturi o tub de Venturi és un dispositiu per a mesurar cabal hidràulic.

## Particularitats
Aquest aparell és un invent del físic italià Giovanni Battista Venturi (1746 - 1822), inicialment dissenyat per a mesurar la velocitat d'un fluid aprofitant l'efecte Venturi. No obstant això, alguns es fan servir per accelerar la velocitat d'un fluid obligant-lo a travessar un tub estret en forma de con. Aquests models s'utilitzen en nombrosos dispositius en què la velocitat d'un fluid és important i constitueixen la base d'aparells com el carburador.
L'aplicació clàssica de mesura de velocitat d'un fluid consisteix en un tub format per dues seccions còniques unides per un tub estret en el qual el fluid es desplaça conseqüentment a major velocitat. La pressió en el tub Venturi pot mesurar-se per un tub vertical en forma d'U connectant la regió ampla i la canalització estreta. La diferència d'altures del líquid en el tub en U permet mesurar la pressió en ambdós punts i conseqüentment la velocitat.
Quan s'utilitza un tub de Venturi cal tenir en compte un fenomen que s'anomena cavitació. Aquest fenomen passa si la pressió en alguna secció del tub és menor que la pressió de vapor del fluid. Per a aquest tipus particular de tub, el risc de cavitació es troba a la gola d'aquest, ja que aquí, en ser mínima l'àrea i màxima la velocitat, la pressió és la menor que es pot trobar en el tub. Quan passa la cavitació, es generen bombolles localment, que es traslladen al llarg del tub. Si aquestes bombolles arriben a zones de pressió més elevada, poden col·lapsar produint així pics de pressió local amb el risc potencial de danyar la paret del tub.